# فرد باركر (لاعب كرة قدم)
فرد باركر (بالإنجليزية: Fred Parker)‏ (23 أكتوبر 1893 في المملكة المتحدة - ) هو لاعب كرة قدم بريطاني (وحمل سابقاً جنسية المملكة المتحدة لبريطانيا العظمى وأيرلندا) في مركز الدفاع. لعب مع بورت فايل ومانشستر سيتي ونادي ساوثبورت ونوتينغهام فورست.